# Saison 1999-2000 de la LNH
Saison précédente Saison suivante
La saison 1999-2000 est la 83e saison de la Ligue nationale de hockey. Vingt-huit équipes, dont la nouvelle franchise des Thrashers d'Atlanta, jouent chacune 82 matchs.

## Saison régulière
Les Thrashers d'Atlanta, jouent leur première saison dans la LNH et deviennent la 28e franchise de la ligue. Ils terminent derniers de la division Sud-Est.
Le Trophée Roger-Crozier est créé cette saison afin de récompenser le gardien de la ligue ayant conservé le meilleur taux d'arrêts ; Ed Belfour des Stars de Dallas en est le premier récipiendaire.
La saison est la première saison de partenariat entre la ligue et ABC qui est autorisée à diffuser certains matchs régionaux ainsi que quelques matchs des séries éliminatoires. 
Le 1er octobre 1999, les Oilers d'Edmonton retirent le numéro 99 de Wayne Gretzky. Cinq mois plus tard, le 6 février 2000, la LNH retire également le numéro 99 de Gretzky ; plus aucun joueur d'aucune équipe ne pourra désormais porter ce numéro dans la ligue. Le 11 mars 2000, les Capitals de Washington retirent le numéro 32 de Dale Hunter.

### Classements finaux
- * Les franchises championnes de division sont classées aux trois premières places de chaque association ; les équipes qualifiées pour les séries éliminatoires sont indiquées dans des lignes de couleur.

| Clt   | Équipe                    | Division   | PJ | V  | D  | N  | DP | BP  | BC  | Pts |
| ----- | ------------------------- | ---------- | -- | -- | -- | -- | -- | --- | --- | --- |
| +001, | Flyers de Philadelphie    | Atlantique | 82 | 45 | 22 | 12 | 3  | 237 | 179 | 105 |
| +002, | Capitals de Washington    | Sud-Est    | 82 | 44 | 24 | 12 | 2  | 227 | 194 | 102 |
| +003, | Maple Leafs de Toronto    | Nord-Est   | 82 | 45 | 27 | 7  | 3  | 246 | 222 | 100 |
| +004, | Devils du New Jersey      | Atlantique | 82 | 45 | 24 | 8  | 5  | 251 | 203 | 103 |
| +005, | Panthers de la Floride    | Sud-Est    | 82 | 43 | 27 | 6  | 6  | 244 | 209 | 98  |
| +006, | Sénateurs d'Ottawa        | Nord-Est   | 82 | 41 | 28 | 11 | 2  | 244 | 210 | 95  |
| +007, | Penguins de Pittsburgh    | Atlantique | 82 | 37 | 31 | 8  | 6  | 241 | 236 | 88  |
| +008, | Sabres de Buffalo         | Nord-Est   | 82 | 35 | 32 | 11 | 4  | 213 | 204 | 85  |
| +009, | Hurricanes de la Caroline | Sud-Est    | 82 | 37 | 35 | 10 | 0  | 217 | 216 | 84  |
| +010, | Canadiens de Montréal     | Nord-Est   | 82 | 35 | 34 | 9  | 4  | 196 | 194 | 83  |
| +011, | Rangers de New York       | Atlantique | 82 | 29 | 38 | 12 | 3  | 218 | 246 | 73  |
| +012, | Bruins de Boston          | Nord-Est   | 82 | 24 | 33 | 19 | 6  | 210 | 248 | 73  |
| +013, | Islanders de New York     | Atlantique | 82 | 24 | 33 | 19 | 6  | 194 | 275 | 73  |
| +014, | Lightning de Tampa Bay    | Sud-Est    | 82 | 19 | 47 | 9  | 7  | 204 | 310 | 54  |
| +015, | Thrashers d'Atlanta       | Sud-Est    | 82 | 14 | 57 | 7  | 4  | 170 | 313 | 39  |

| Clt   | Équipe                 | Division   | PJ | V  | D  | N  | DP | BP  | BC  | Pts |
| ----- | ---------------------- | ---------- | -- | -- | -- | -- | -- | --- | --- | --- |
| +001, | Blues de Saint-Louis   | Centrale   | 82 | 51 | 19 | 11 | 1  | 248 | 165 | 114 |
| +002, | Stars de Dallas        | Pacifique  | 82 | 43 | 23 | 10 | 6  | 211 | 184 | 102 |
| +003, | Avalanche du Colorado  | Nord-Ouest | 82 | 42 | 28 | 11 | 1  | 233 | 201 | 96  |
| +004, | Red Wings de Détroit   | Centrale   | 82 | 48 | 22 | 10 | 2  | 278 | 210 | 108 |
| +005, | Kings de Los Angeles   | Pacifique  | 82 | 39 | 27 | 12 | 4  | 245 | 228 | 94  |
| +006, | Coyotes de Phoenix     | Pacifique  | 82 | 39 | 31 | 8  | 4  | 232 | 228 | 90  |
| +007, | Oilers d'Edmonton      | Nord-Ouest | 82 | 32 | 26 | 16 | 8  | 226 | 212 | 88  |
| +008, | Sharks de San José     | Pacifique  | 82 | 35 | 30 | 10 | 7  | 225 | 214 | 87  |
| +009, | Mighty Ducks d'Anaheim | Pacifique  | 82 | 34 | 33 | 12 | 3  | 217 | 227 | 83  |
| +010, | Canucks de Vancouver   | Nord-Ouest | 82 | 30 | 29 | 15 | 8  | 227 | 237 | 83  |
| +011, | Blackhawks de Chicago  | Centrale   | 82 | 33 | 37 | 10 | 2  | 242 | 245 | 78  |
| +012, | Flames de Calgary      | Nord-Ouest | 82 | 31 | 36 | 10 | 5  | 211 | 256 | 77  |
| +013, | Predators de Nashville | Centrale   | 82 | 28 | 40 | 7  | 7  | 199 | 240 | 70  |

- Champion de la saison régulière
- Champion de division
- Qualifié pour les séries éliminatoires

### Meilleurs pointeurs
| Joueur        | Équipe       | PJ | B  | A  | Pts |
| ------------- | ------------ | -- | -- | -- | --- |
| Jaromír Jágr  | Pittsburgh   | 63 | 42 | 54 | 96  |
| Pavel Boure   | Floride      | 74 | 58 | 36 | 94  |
| Mark Recchi   | Philadelphie | 82 | 28 | 63 | 91  |
| Paul Kariya   | Anaheim      | 74 | 42 | 44 | 86  |
| Teemu Selänne | Anaheim      | 79 | 33 | 52 | 85  |
| Owen Nolan    | San José     | 78 | 44 | 40 | 84  |
| Tony Amonte   | Chicago      | 82 | 43 | 41 | 84  |
| Mike Modano   | Dallas       | 77 | 38 | 43 | 81  |
| Joe Sakic     | Colorado     | 60 | 28 | 53 | 81  |
| Steve Yzerman | Détroit      | 78 | 35 | 44 | 79  |

## Séries Éliminatoires de la Coupe Stanley

### Finale de la Coupe Stanley
La finale de la saison 2000 est jouée au cours de la 107e année de la Coupe Stanley. Les Devils sont opposés aux Stars et remportent la coupe en six matchs avec une reprise de volée devant le gardien par Jason Arnott durant la seconde prolongation.
- 30 mai : New Jersey 7-3 Dallas
- 1er juin : New Jersey 1-2 Dallas
- 3 juin : Dallas 1-2 New Jersey
- 5 juin : Dallas 1-3 New Jersey
- 8 juin : New Jersey 0-1 Dallas (3 prolongations)
- 10 juin : Dallas 1-2 New Jersey (2 prolongations)

## Récompenses

### Trophées
| Trophée                      | Vainqueur                                 | Équipe                                    |
| ---------------------------- | ----------------------------------------- | ----------------------------------------- |
| Trophée Calder               | Scott Gomez                               | Devils du New Jersey                      |
| Trophée Lester-B.-Pearson    | Joe Sakic                                 | Avalanche du Colorado                     |
| Trophée Art-Ross             | Jaromír Jágr                              | Penguins de Pittsburgh                    |
| Trophée Hart                 | Chris Pronger                             | Blues de Saint-Louis                      |
| Trophée Conn-Smythe          | Scott Stevens                             | Devils du New Jersey                      |
| Trophée Bill-Masterton       | Ken Daneyko                               | Devils du New Jersey                      |
| Trophée Frank-J.-Selke       | Steve Yzerman                             | Red Wings de Détroit                      |
| Trophée Jack-Adams           | Joel Quenneville                          | Blues de Saint-Louis                      |
| Trophée James-Norris         | Chris Pronger                             | Blues de Saint-Louis                      |
| Trophée King-Clancy          | Curtis Joseph                             | Maple Leafs de Toronto                    |
| Trophée Lady Byng            | Pavol Demitra                             | Blues de Saint-Louis                      |
| Trophée Lester-Patrick       | Mario Lemieux, Craig Patrick et Lou Vairo | Mario Lemieux, Craig Patrick et Lou Vairo |
| Trophée Maurice-Richard      | Pavel Boure                               | Panthers de la Floride                    |
| Trophée Vézina               | Olaf Kölzig                               | Capitals de Washington                    |
| Trophée William-M.-Jennings  | Roman Turek                               | Blues de Saint-Louis                      |
| Trophée Roger-Crozier        | Ed Belfour                                | Stars de Dallas                           |
| Trophée plus-moins de la LNH | Chris Pronger                             | Blues de Saint-Louis                      |

| Trophée                      | Équipe               |
| ---------------------------- | -------------------- |
| Trophée Clarence-S.-Campbell | Stars de Dallas      |
| Trophée Prince de Galles     | Devils du New Jersey |
| Trophée des présidents       | Blues de Saint-Louis |
| Coupe Stanley                | Devils du New Jersey |

### Équipes d'étoiles

#### Première et deuxième équipe
| Position       | Première équipe  | Première équipe        | Deuxième équipe | Deuxième équipe        |
| Position       | Joueur           | Équipe                 | Joueur          | Équipe                 |
| -------------- | ---------------- | ---------------------- | --------------- | ---------------------- |
| Gardien de but | Olaf Kölzig      | Capitals de Washington | Roman Turek     | Blues de Saint-Louis   |
| Défenseur      | Nicklas Lidström | Red Wings de Détroit   | Rob Blake       | Kings de Los Angeles   |
| Défenseur      | Chris Pronger    | Blues de Saint-Louis   | Éric Desjardins | Flyers de Philadelphie |
| Ailier gauche  | Brendan Shanahan | Red Wings de Détroit   | Paul Kariya     | Mighty Ducks d'Anaheim |
| Centre         | Steve Yzerman    | Red Wings de Détroit   | Mike Modano     | Stars de Dallas        |
| Ailier droit   | Jaromír Jágr     | Penguins de Pittsburgh | Pavel Boure     | Panthers de la Floride |

#### Équipe des recrues
| Position       | Joueur         | Équipe                 |
| -------------- | -------------- | ---------------------- |
| Gardien de but | Brian Boucher  | Flyers de Philadelphie |
| Défenseur      | Brian Rafalski | Devils du New Jersey   |
| Défenseur      | Brad Stuart    | Sharks de San José     |
| Attaquant      | Simon Gagné    | Flyers de Philadelphie |
| Attaquant      | Scott Gomez    | Devils du New Jersey   |
| Attaquant      | Mike York      | Rangers de New York    |